# Стародуб (Московская область)
Стародуб — деревня в городском округе Кашира Московской области.

## География
Находится в южной части Московской области на расстоянии приблизительно 12 км на юг-юго-запад по прямой от железнодорожной станции Кашира.

## История
Известна с 1826 года как село, в котором была построена Преображенская церковь. В 1859 году здесь был 41 двор. До 2015 года входила в состав сельского поселения Колтовского Каширского района.

## Население
Постоянное население составляло 208 человек (1859 год), 19 в 2002 году (русские 100 %), 9 в 2010.